# Gundischapur
Koordinaten: 32° 17′ 0″ N, 48° 31′ 0″ O

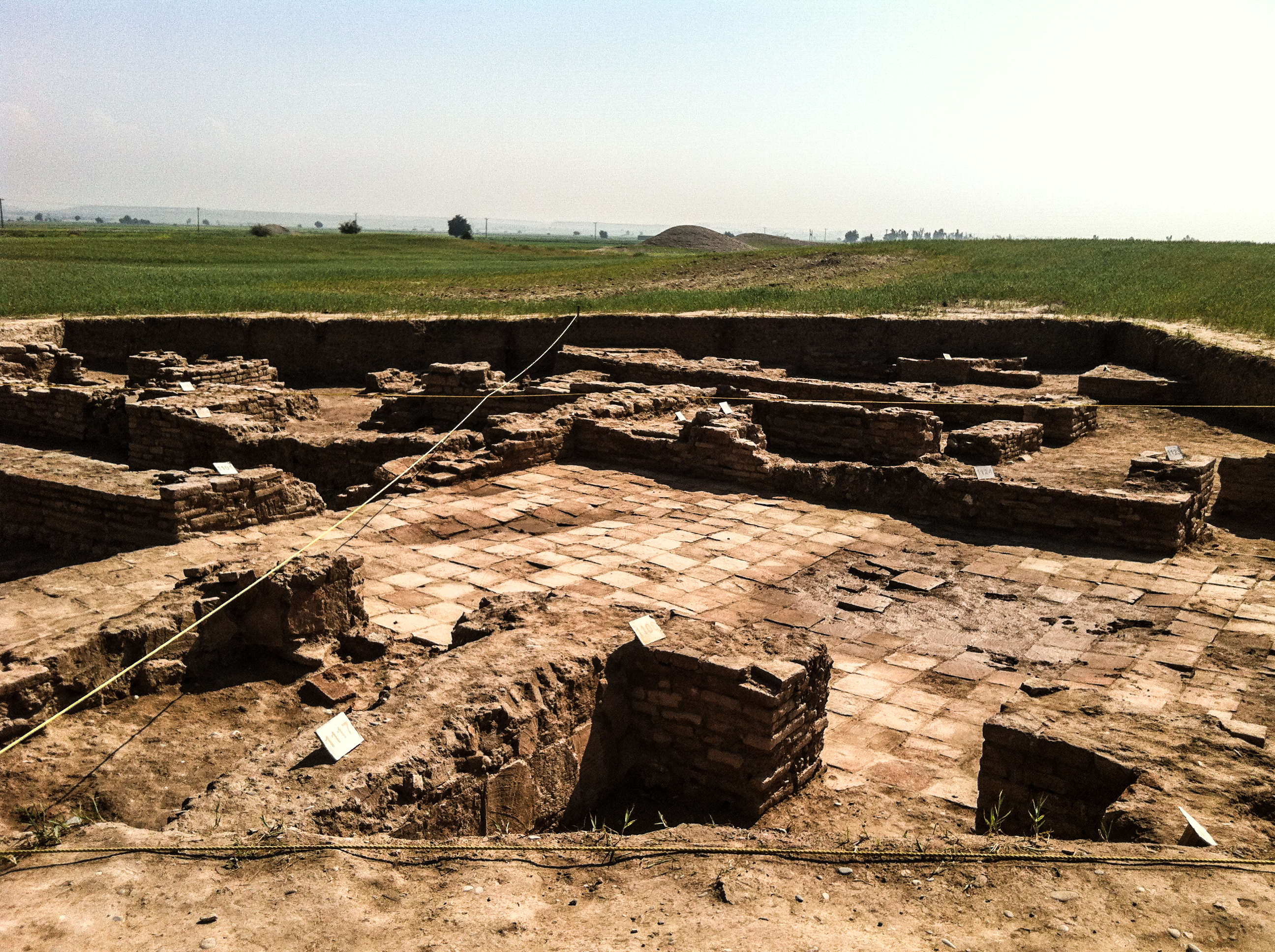
Ruinen von Gundischapur

Die Stadt Gundischapur (aus frühmittelpersisch Weh-Andiyok-Schabuhr; syrisch Beth-Lapat) oder Dschondi Schapur liegt südlich von dem Dorf Schahadad im Norden der heutigen iranischen Provinz Chuzestan, ca. 10 km südöstlich von Dezful. Sie war eine der wichtigsten, vielleicht sogar die zweitgrößte Stadt des Sassanidenreiches und Sitz der Akademie von Gundischapur, eines kulturell-wissenschaftlichen Zentrums im vorislamischen Persien.

## Geschichte
Die Stadt wurde von Schapur I. nach der Eroberung der römischen Metropole Antiochia am Orontes gegründet und auch Antiochia Schapurs genannt, wobei es Anzeichen gibt, dass es sich nicht um eine völlige Neugründung, sondern um die Umbenennung einer älteren Stadt handelt. In der Stadt wurden viele Deportierte aus Antiochia angesiedelt. Die Stadt soll, vor allem unter Schapur I., als sassanidische Winterresidenz gedient haben. In Gundischapur ist vermutlich auch der gefangene römische Kaiser Valerian verstorben. 
Gundischapur war Schauplatz zahlreicher christlicher und manichäischer Martyrien. Hier starben Mani und der Katholikos Simon bar Sabbae. Die Stadt war Sitz eines Metropoliten, 484 wurde hier auf der Synode von Beth-Lapat die Lehre des Nestorios als verbindlich für die Christen im persischen Reich festgelegt (siehe auch Assyrische Kirche des Ostens). 
Die Stadt bestand bis in die islamische Zeit, verlor aber an Bedeutung. Der letzte Bischof ist 1318 bezeugt.

## Archäologie
Die Stadt war nie das Ziel größerer Ausgrabungen. 1963 wurde der Ort kurz bei einer Begehung untersucht, die immerhin eine grobe Vorstellung vom einstigen Aussehen der Stadt lieferte. Die Ruinen lagen auf einer Fläche von ca. 3 × 2 km. Die Straßen der Stadt waren schachbrettartig angelegt, was auf eine griechische Gründung deuten mag, vielleicht auch das Werk der aus Antiochia stammenden Einwohner der Stadt war. Dies korrespondiert mit der Beschreibung persischer Geographen wie Hamzah al-Isfahani und Yaqut, die berichten, dass die Stadt in ihrer Länge und Breite von jeweils acht Straßen, die sich im rechten Winkel trafen, durchkreuzt wurde.